# Universitetet i Rijeka
Universitetet i Rijeka (kroatiska: Sveučilište u Rijeci) är ett universitet i Rijeka i Kroatien. Det grundades år 1973 och består av flera fakulteter och avdelningar. Rijekas universitet är Primorje-Gorski kotars läns och nordvästra Kroatiens främsta lärosäte för högre studier.   

## Beskrivning
Universitetet i Rijekas campus är beläget i stadsdelen Trsat. I universitetsområdet ligger studentcentret och flera av universitetets fakulteter och avdelningar. Universitetets rektorat är dock beläget på adressen Trg braće Mažuranića 10 (Bröderna Mažuranićs torg 10) i stadsdelen Bulevard. Flera fakulteter är belägna på olika platser i staden. Därtill är en fakultet vardera belägen i orterna Opatija och Gospić. 

## Historia
Rijekas universitet grundades den 17 maj 1973. Det spår sina rötter från den skola för högre utbildning som år 1627 grundades av Jesuitorden i Rijeka. Denna akademi åtnjöt samma höga status som övriga lärosäten i habsburgska riket. Åren 1773–1780 hade den habsburgska Kungliga akademin sitt säte i Rijeka.   

## Fakulteter och avdelningar
Universitetet i Rijeka består av elva fakulteter (varav en konstakademi), fyra universitetsavdelningar, universitetsbibliotek och studentcentrum.
Rijeka:
| Fakulteter | Avdelningar |
| --- | --- |
| Akademin för tillämpad konst (APURI) Ekonomiska fakulteten (EFRI) Fakulteten för hälsovårdsstudier (FZSRI) Humanistiska och samhällsvetenskapliga fakulteten (FFRI) Civilingenjörsbyggnadsfakulteten (GRADRI) Medicinska fakulteten (MEDRI) Fakulteten för maritima studier (PFRI) Juridiska fakulteten (PRAVRI) Ingenjörsvetenskapliga fakulteten (RITEH) | Biotekniska institutionen (SOBRI) Institutionen för fysik (SOFRI) Informationstekniska institutionen (SOIRI) Institutionen för matematik (SOMRI) |

Gospić:
- Lärarutbildningsfakulteten (UFRI)

Opatija:

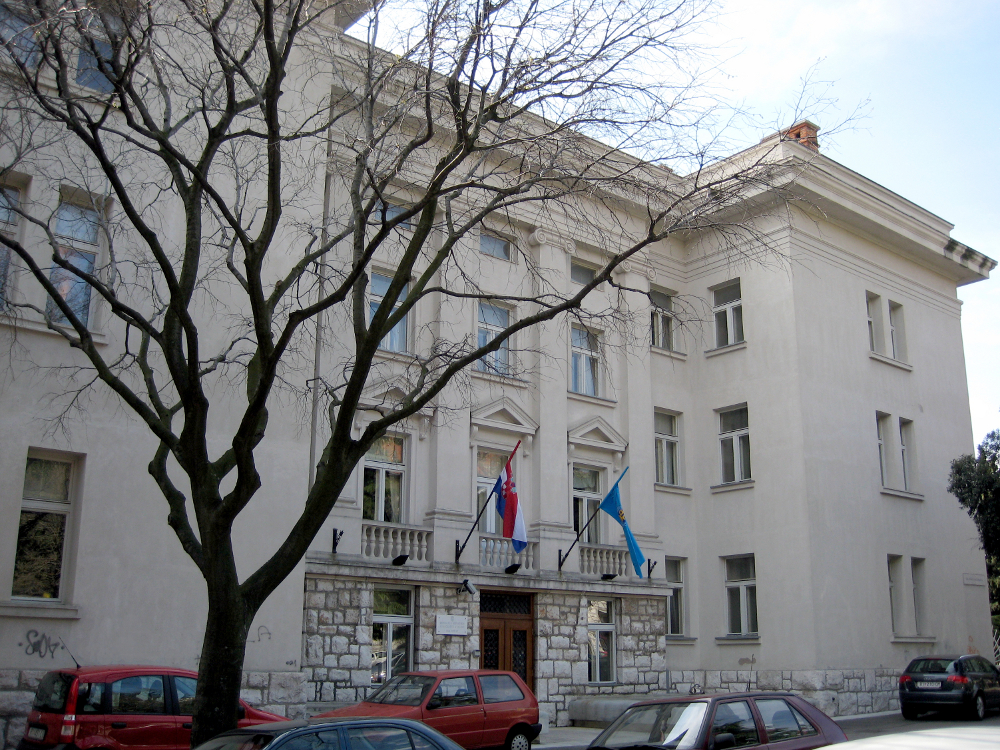
Universitetet i Rijekas rektorat år 2008.

- Turism- och managementfakulteten (FMTU)

## Rektorer

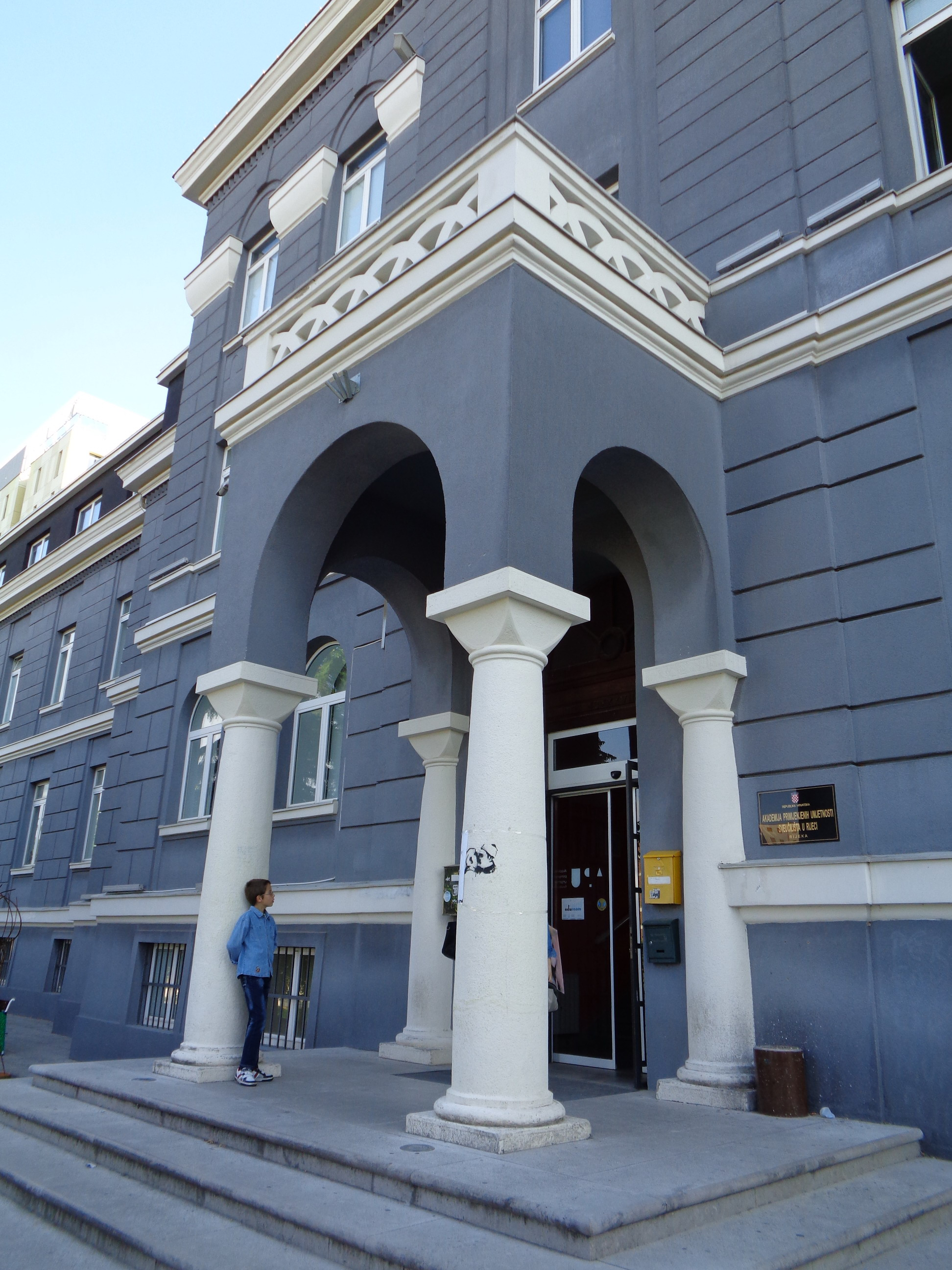
Entrén till Akademin för tillämpad konst år 2015.

- Zorislav Sapunar (1973–1976)
- Zoran Kompanjet (1976–1978)
- Josip Deželjin (1978–1980)
- Slobodan Marin (1980–1984)
- Predrag Stanković (1984–1986)
- Mirko Krpan (1986–1989)
- Petar Šarčević (1989–1991)
- Elso Kuljanić (1991–1993)
- Katica Ivanišević (1993–1998)
- Danilo Pavešić (1998–1999)
- Josip Brnić (1999–2000)
- Daniel Rukavina (2000–2009)
- Pero Lučin (2009–2017)
- Snježana Prijić-Samaržija (2017–)